# Прико сињег мора
„Прико сињег мора” је југословенски и хрватски филм из 1979. године. Режирала га је Љиљана Јојић, а сценарио је написао Крунослав Квин.

## Радња
Филм пружа неколико варијанти стварног и могућег детињства у амбијенту Медитерана, које у облику сећања приказује старац у свом 'животном рачуну'. 
То је сентиментални дуг оном тренутку у животу човека, тренутку опредељења: кад се дечак на прагу младалачког доба одлучио на пучину, а девојчица, будућа жена, припремила за вечито чекање...

## Улоге
| Глумац             | Улога      |
| ------------------ | ---------- |
| Павле Вуисић       | Шјор Фране |
| Бранко Јураш       |            |
| Дино Дворник       |            |
| Никола Дешковић    |            |
| Божо Бараћ         |            |
| Антонела Мариновић | Лукрица    |
| Весна Бојанић      |            |
| Јаков Фиаменго     |            |
| Матко Галовић      |            |
| Иво Марјановић     |            |